# École primaire supérieure Blanchot
Pour les articles homonymes, voir Blanchot.
L'École primaire supérieure Blanchot – ou EPS Blanchot ou, plus couramment, École Blanchot – est un établissement scolaire secondaire fondé à Saint-Louis (Sénégal) en 1916. Son nom rend hommage au général François Blanchot de Verly (1735-1807) qui fut gouverneur du Sénégal. C'est l'un des établissements pionniers de l'ère coloniale qui fut, comme le lycée Faidherbe, une pépinière de cadres de l'Afrique-Occidentale française (AOF). Au terme de leur scolarité, beaucoup d'élèves intégraient l'École normale William-Ponty et devenaient instituteurs et bien des personnalités de la scène politique, religieuse ou culturelle du Sénégal en sont issus, tels Mady Cissokho, Cheikh Hamidou Kane, Mamadou Dia, Madior Cissé, Médoune Fall, Ousmane Socé Diop, Assane Seck, Diaraf Diouf ou Ibrahima Diallo.

## Histoire
À Saint-Louis, l'établissement succède à l'École des fils de chefs et des interprètes, elle-même issue de l'École des otages fondée par Louis Faidherbe en 1855.
L'école s'ouvre à Saint-Louis en 1916. Elle comprend plusieurs sections. Outre le cursus normal destiné aux futurs moniteurs d'enseignement, d'autres parcours visent la formation des écrivains publics, dactylographes et comptables, des employés des postes et télégraphes, des infirmiers, des ouvriers manuels et agricoles.
En 1931, l'École Blanchot comptait 180 élèves.
En 1952, l'EPS Blanchot prend le nom de Collège Blanchot.
En 1963, ses locaux sont occupés par le lycée Ameth Fall.